# Koivujärvi (sjö i Laukas, Mellersta Finland)
Koivujärvi är en sjö i kommunen Laukas i landskapet Mellersta Finland i Finland. Sjön ligger 105,9 meter över havet. Den är 8,5 meter djup. Arean är 81 hektar och strandlinjen är 6,78 kilometer lång. Sjön  ingår i Kymmene älvs huvudavrinningsområde.   Den ligger omkring 19 kilometer öster om Jyväskylä och omkring 240 kilometer norr om Helsingfors. 
I sjön finns ön Pukkisaari. 